# Plumularia attenuata
Plumularia attenuata is een hydroïdpoliep uit de familie Plumulariidae. De poliep komt uit het geslacht Plumularia. Plumularia attenuata werd in 1877 voor het eerst wetenschappelijk beschreven door Allman. 